# Zahořany (Domažlicei járás)
Zahořany település Csehországban, a Domažlicei járásban. Zahořany Hradiště, Němčice, Domažlice, Kdyně, Milavče, Kout na Šumavě, Chrastavice, Spáňov, Mrákov és Blížejov településekkel határos. Lakosainak száma 1065 fő (2024. január 1.).

## Népesség
A település lakosságának változását az alábbi diagram mutatja:
| Lakosok száma | 1855 | 1806 | 1881 | 1304 | 898  | 918  | 977  | 1035 | 1054 | 1065 |
|               | 1869 | 1890 | 1921 | 1950 | 1980 | 2001 | 2017 | 2019 | 2022 | 2024 |